# Yaginumaella tenzingi
Yaginumaella tenzingi är en spindelart som beskrevs av Zabka 1980. Yaginumaella tenzingi ingår i släktet Yaginumaella och familjen hoppspindlar. Inga underarter finns listade i Catalogue of Life.